# 1rs Premis del Cinema Europeu
Els 1rs Premis del Cinema Europeu, presentats per l'Acadèmia del Cinema Europeu, van reconèixer l'excel·lència del cinema europeu. La cerimònia va tenir lloc l'1 de desembre de 1988 al Theater des Westens de Berlín Occidental i va ser presentada per la presentadora luxemburguesa Désirée Nosbusch i l'actor alemany Jan Niklas.
La pel·lícula britànica Veus distants liderava les nominacions amb cinc però les pel·lícules Der Himmel über Berlin, Pelle, el conqueridor i Mujeres al borde de un ataque de nervios van obtenir més victòries amb dues cadascuna. Krótki film o zabijaniu de Krzysztof Kieślowski va rebre el premi a la millor pel·lícula europea. El premi atorgat consistia en una estatueta de bronze dissenyada per Markus Luepertz. La cerimònia fou transmesa per Eurovisió. Tant la millor pel·lícula europea com la millor nova pel·lícula van rebre 58.000 dòlars.
El premi a la carrera cinematogràfica va ser atorgat a dos directors europeus emblemàtics, al director suec Ingmar Bergman presentat per l'actriu alemanya Nastassja Kinski i a l'actor italià Marcello Mastroianni presentat per l'actriu italiana Giulietta Masina. L'actor anglès Richard Attenborough va rebre el Premi al Mèrit, que va ser lliurat per l'actriu italiana Sir Gina Lollobrigida, mentre que es van lliurar dos Premis Especials, un al director italià Bernardo Bertolucci per L'últim emperador i un al compositor rus Iuri Khanon per la música de Dni Zatmenija.

## Membres del jurat
- Isabelle Huppert actriu, presidenta - [7]
- Liliana Cavani directora-guionista -
- Bernd Eichinger productor de cinema -
- Ben Kingsley Actor -
- Nikita Mikhalkov actor i director -
- Míkis Theodorakis compositor -
- Krzysztof Zanussi director de cinema -

## Candidates
Millor pel·lícula europea de l'any
1. Ashik Kerib (Ашик-Кериб) - director: Serguei Paradjànov
2. Au revoir les enfants - director: Louis Malle
3. Codice privato - director: Francesco Maselli
4. Der Himmel über Berlin - director: Wim Wenders
5. Veus distants - director: Terence Davies
6. Einer trage des anderen Last - director: Lothar Warneke
7. El bosque animado - director: José Luis Cuerda
8. Gece Yolculuğu - director: Ömer Kavur
9. Hanussen - director: István Szabó
10. Helsinki Napoli All Night Long - director: Mika Kaurismäki
11. Hipp Hipp Hurra! – director: Kjell Grede
12. Í skugga hrafnsins – director: Hrafn Gunnlaugsson
13. Iacob – director: Mircea Daneliuc
14. Krótki film o zabijaniu – director: Krzysztof Kieślowski
15. Mit meinen heißen Tränen – director: Fritz Lehner
16. Os Canibais – director: Manoel de Oliveira
17. Pelle, el conqueridor: - director: Bille August
18. Proč? – director: Karel Smyczek
19. Spoorloos – director: George Sluizer
20. Ta paidia tis Helidonas – director: Costas Vrettakos
21. Vreme na nasilie – director: Ludmil Staikov
22. Za sada bez dobrog naslova – director: Srđan Karanović

Millor pel·lícula europea de debut de l'any
1. A sega nakade? (А сега накуде) - director: Rangel Valtxanov
2. Das Mädchen mit den Feuerzeugen - director: Ralf Huettner
3. De Laatste Reis - dirigida per Kees Hin
4. Dni zatmenía (Дни затмения) - director: Aleksandr Sokúrov
5. Domani accadrà - director: Daniele Luchetti
6. Dům pro dva - director: Miloš Zábranský
7. Enas erodios gia tin Germania - director: Stavros Tornés
8. Epidemic - director: Lars von Trier
9. Kárhozat - director: Béla Tarr
10. Mujeres al borde de un ataque de nervios - director: Pedro Almodóvar
11. Neka čudna zemlja - director: Dragan Marinković
12. O Bobo - director: José Álvaro Morais
13. Ofelaš - director: Nils Gaup
14. Provinssirock - director: Marjaana Mykkänen
15. Reefer and the Model - dirigit per Joe Comerford
16. Dilluns tempestuós dirigit per Mike Figgis

## Guanyadors i nominats
Els guanyadors estan en fons groc i en negreta.

### Millor pel·lícula europea
| Títol                   | Director(s)          | Productor(s)       | País       |
| ----------------------- | -------------------- | ------------------ | ---------- |
| Krótki film o zabijaniu | Krzysztof Kieslowski | Ryszard Chutkowski | Polònia    |
| Au revoir les enfants   | Louis Malle          | Louis Malle        | França     |
| El bosque animado       | José Luis Cuerda     | Eduardo Ducay      | Espanya    |
| Veus distants           | Terence Davies       | Jennifer Howarth   | Regne Unit |
| Der Himmel über Berlin  | Wim Wenders          | Wim Wenders        | Alemanya   |
| Pelle, el conqueridor   | Bille August         | Per Holst          | Dinamarca  |

### Millor director europeu
| Receptor(s)        | Títol                    |
| ------------------ | ------------------------ |
| Wim Wenders        | Der Himmel über Berlin   |
| Terence Davies     | Veus distants            |
| Louis Malle        | Au revoir les enfants    |
| Manoel de Oliveira | Os Canibais              |
| Serguei Paradjànov | Ashik Kerib/ აშიკ-ქერიბი |

### Millor actriu europea
| Receptor(s)           | Títol                                    | Paper              |
| --------------------- | ---------------------------------------- | ------------------ |
| Carmen Maura          | Mujeres al borde de un ataque de nervios | Pepa               |
| Tinna Gunnlaugsdóttir | Í skugga hrafnsins                       | Isold              |
| Ornella Muti          | Codice privato                           | Anna               |
| Carol Scanlan         | Reefer and the Model                     | Teresa "the Model" |

### Millor actor europeu
| Receptor(s)             | Títol                    | Paper                               |
| ----------------------- | ------------------------ | ----------------------------------- |
| / Max von Sydow         | Pelle, el conqueridor    | Lassefar "Lasse" Karlsson           |
| / Klaus Maria Brandauer | Hanussen                 | Klaus Schneider / Erik Jan Hanussen |
| Alfredo Landa           | El bosque animado        | Malvís / Bandid Fendetestas         |
| Udo Samel               | Mit meinen heißen Tränen | Franz Schubert                      |
| Dorel Vişan             | Iacob                    | Iacob                               |

### Millor actriu secundària europea
| Receptora(s)       | Títol                        | Paper                  |
| ------------------ | ---------------------------- | ---------------------- |
| Johanna ter Steege | Spoorloos                    | Saskia Wagter          |
| Lene Brøndum       | Hipp Hipp Hurra!             | Lille                  |
| Freda Dowie        | Veus distants                | Mare / Nell Davies     |
| Karin Gregorek     | Einer trage des anderen Last | Oberschwester Walburga |

### Millor actor secundari europeu
| Receptor(s)       | Títol                    | Paper   |
| ----------------- | ------------------------ | ------- |
| Curt Bois         | Der Himmel über Berlin   | Homer   |
| Björn Granath     | Pelle, el conqueridor    | Erik    |
| Ray McBride       | Reefer and the Model     | Badger  |
| Wojciech Pszoniak | Mit meinen heißen Tränen | Kajetan |
| Helgi Skúlason    | Í skugga hrafnsins       | Grim    |

### Millor jove actor o actriu europeu
| Receptor(s)      | Títol                           | Paper                          |
| ---------------- | ------------------------------- | ------------------------------ |
| Pelle Hvenegaard | Pelle, el conqueridor           | Pelle Karlsson                 |
| Ondřej Vetchý    | Dům pro dva                     | Dan                            |
| Michaela Widhalm | Mit meinen heißen Tränen        | Schuberts Halbschwester Josefa |
| Stefan Wood      | Das Mädchen mit den Feuerzeugen | Spasski                        |

### Millor guió europeu
| Receptor(s)        | Títol                        |
| ------------------ | ---------------------------- |
| Louis Malle        | Au revoir les enfants        |
| Manoel de Oliveira | Os Canibais                  |
| Terence Davies     | Veus distants                |
| Angelo Pasquini    | Domani accadrà               |
| Wolfgang Held      | Einer trage des anderen Last |

### Millor nova pel·lícula
| Títol                                    | Director(s)       | Productor(s)                     | País           |
| ---------------------------------------- | ----------------- | -------------------------------- | -------------- |
| Mujeres al borde de un ataque de nervios | Pedro Almodóvar   | Agustín Almodóvar                | Espanya        |
| Kárhozat                                 | Béla Tarr         | József Marx, Tamas Liszkay       | Hongria        |
| Dni zatmenía (Дни затмения)              | Aleksandr Sokúrov | -                                | Unió Soviètica |
| Domani accadrà                           | Daniele Luchetti  | Angelo Barbagallo, Nanni Moretti | Itàlia         |
| Ofelaš                                   | Nils Gaup         | John M. Jacobsen                 | Noruega        |
| Reefer and the Model                     | Joe Comerford     | Lelia Doolan                     | Irlanda        |
| Dilluns tempestuós                       | Mike Figgis       | Nigel Stafford-Clark             | ,              |

### Premi especial
| Receptor(s)                                                     | Títol                                    | Treball              |
| --------------------------------------------------------------- | ---------------------------------------- | -------------------- |
| Gogi Aleksi-Meschischiwili, Niko Sanukeli, Schota Gogolaschwili | Ashik Kerib / აშიკ-ქერიბი                | Disseny de producció |
| Henri Alekan                                                    | Der Himmel über Berlin                   | Fotografia           |
| Mário Barroso                                                   | Os Canibais                              | Fotografia           |
| Terence Davies                                                  | Veus distants                            | Banda sonora         |
| Félix Murcia                                                    | Mujeres al borde de un ataque de nervios | Disseny de producció |

### Premi a la carrera
Ingmar Bergman
  Marcello Mastroianni

### Premi especial del jurat
Bernardo Bertolucci - per L'últim emperador
  Iuri Khanon - Dni zatmenía (Premi especial del jurat pe la música de la pel·lícula)

### Premi al Mèrit
Sir Richard Attenborough

## Galeria de guanyadors

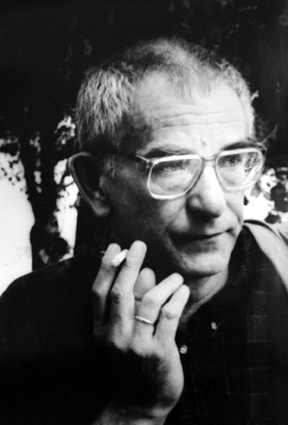
Krzysztof Kieślowski, millor pel·lícula
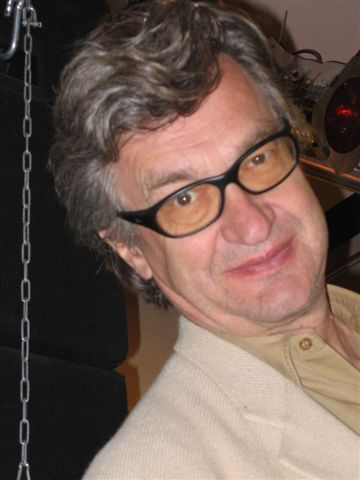
Wim Wenders, millor director
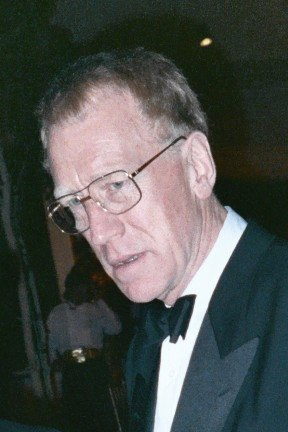
Max Von Sidow, millor actor
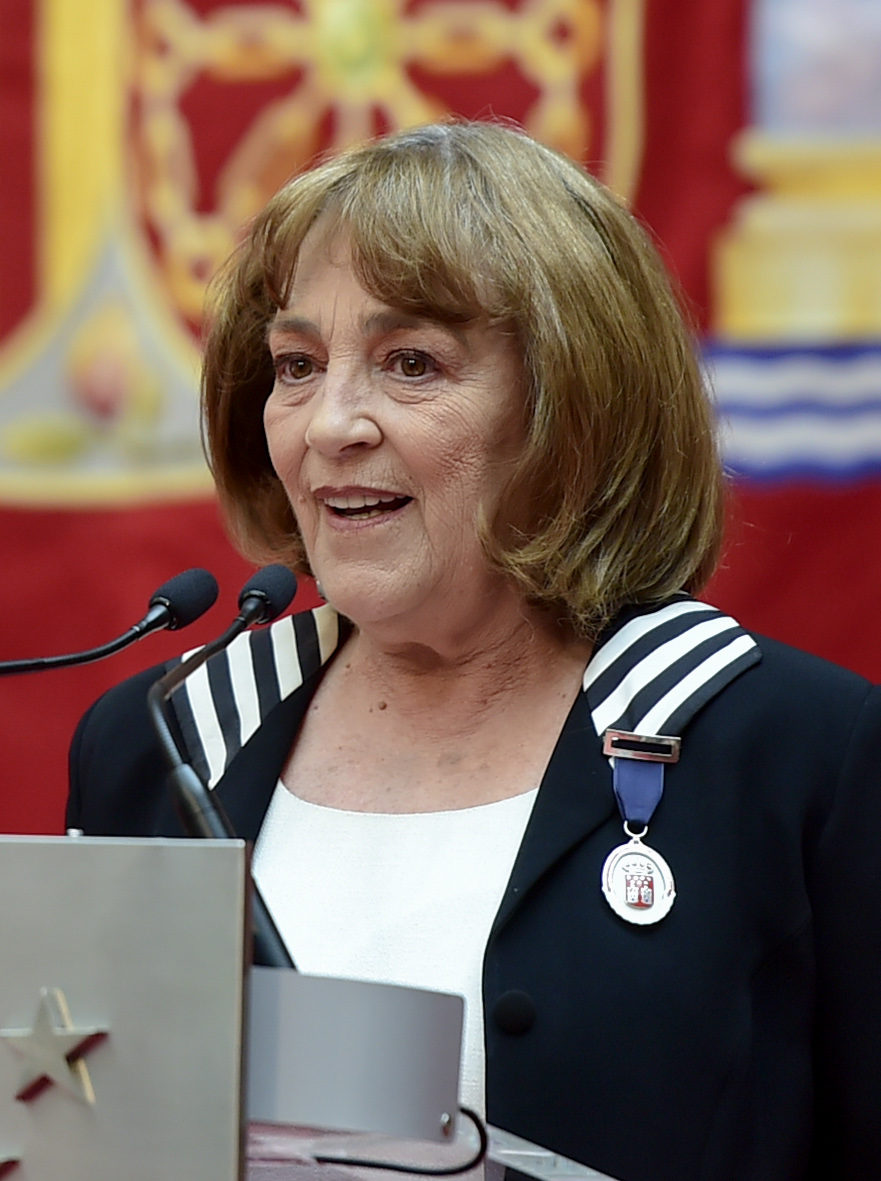
Carmen Maura, millor actriu
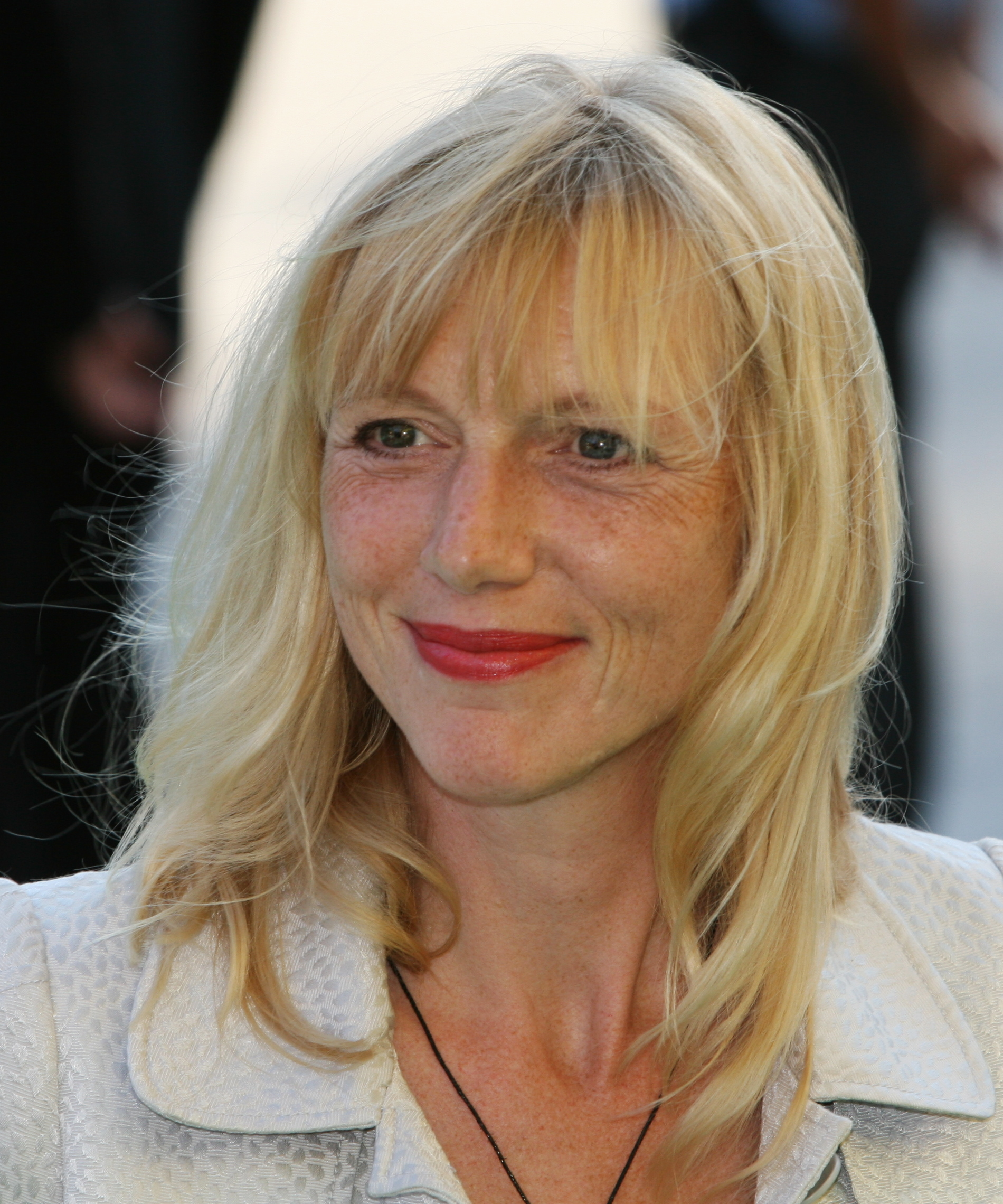
Johanna ter Steege, millor actriu secundària
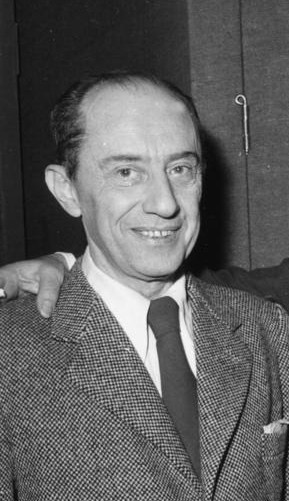
Curt Bois, millor actor secundari
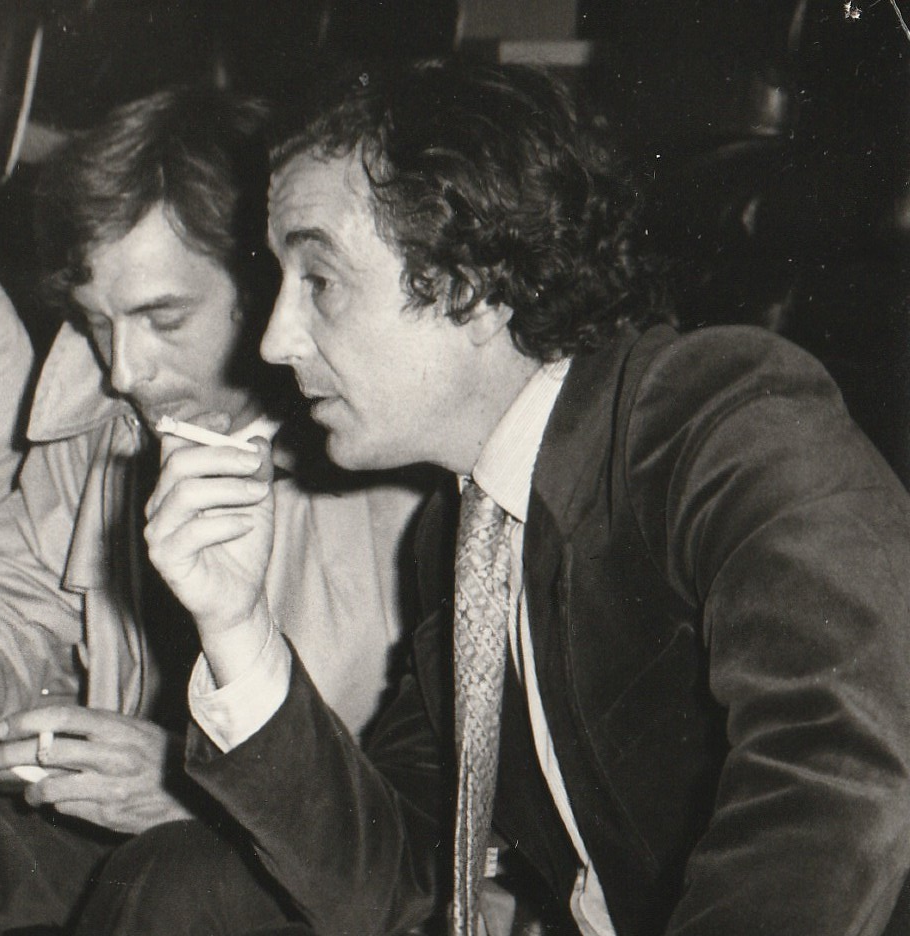
Louis Malle, millor guió
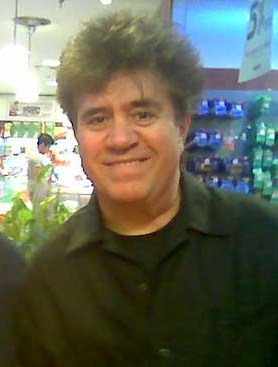
Pedro Almodóvar, millor nova pel·lícula